# 佐敦谷邨

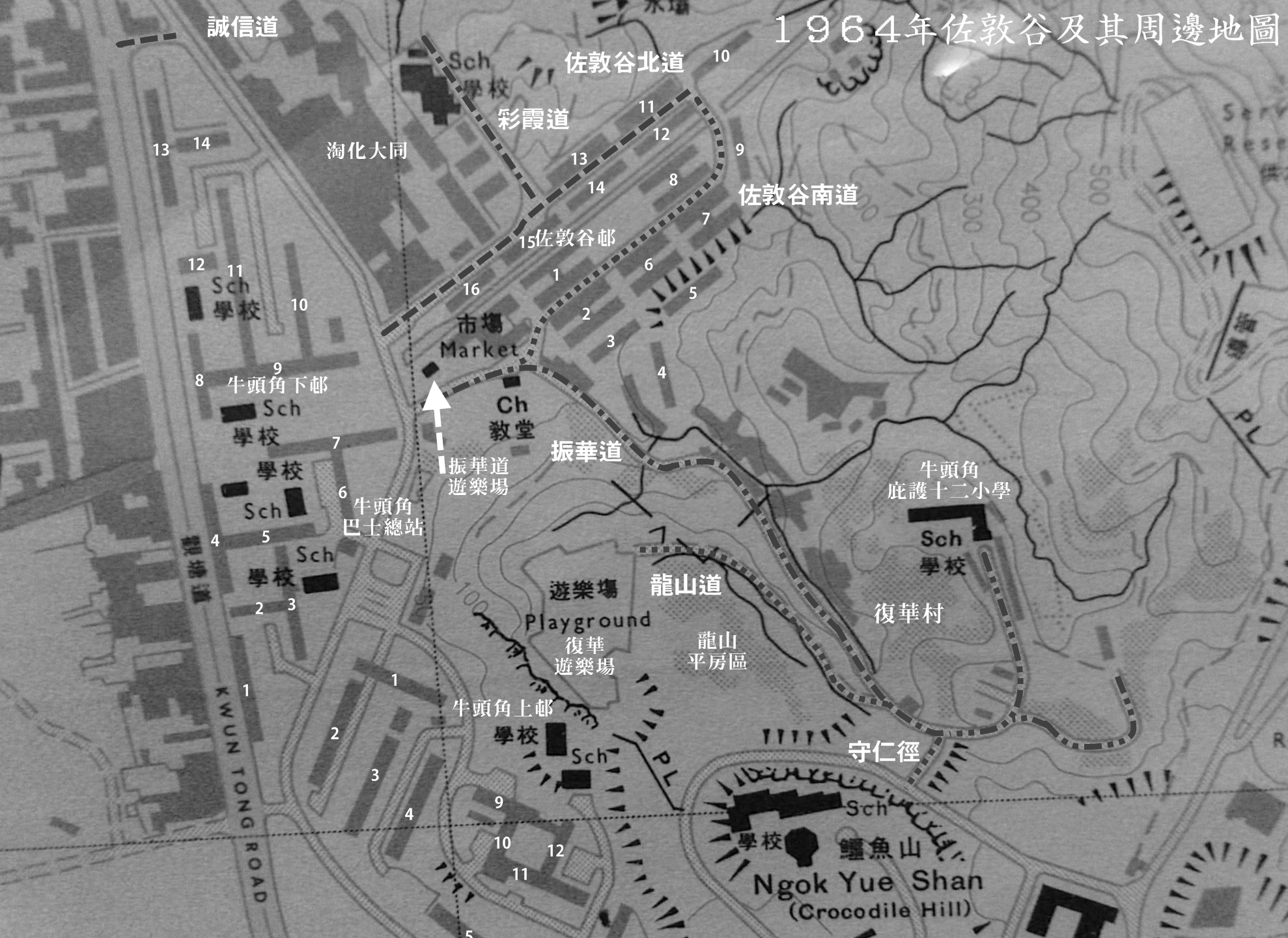
1968年佐敦谷一帶的地圖

佐敦谷邨（英語：Jordan Valley Estate）是香港觀塘區一條已拆卸的公共屋邨，位於牛頭角佐敦谷水塘主壩之下，由徙置事務處興建。
佐敦谷邨的前身是客家村落大灣村一帶，1950年年代中大灣村被政府收回土地，興建道路和佐敦谷徙置區。村落清拆前有十數戶人家，以務農為生，落戶在此已有百多年。佐敦谷邨在「佐敦谷徙置大廈發展計劃」下分兩期興建合共16座第一型徙置大廈。第一期於1960年2月竣工，9座七層徙置大廈、1座五層徙置工廠大廈落成，共有居住單位2,800個，約可住14,000人；徙置工廠亦可容工作單位270個。第二期於10月竣工，7座徙置大廈落成，其有屋住單位1,500個，可容7,800人居住。
佐敦谷邨原稱佐敦谷徙置區，1973年由香港房屋委員會負責屋邨管理，即改為現稱。由於樓齡漸舊，佐敦谷邨第1、2座及第6至16座先後於1990年-1991年拆卸，居民搬至彩霞邨；餘下的第3至5座於1996年拆卸，居民搬至秀茂坪邨。現在此土地成為佐敦谷泳池及佐敦谷遊樂場，佐敦谷邨是香港唯一一個拆卸後地皮完全不作房屋用途的公共屋邨。
而本邨的一型徙置大廈走廊轉角處為圓角狀設計。

## 已結束的學校
- 佐敦谷學校/信義學校（佐敦谷1座天台）
- 華聯小學（佐敦谷2及3座天台）
- 康樂小學（佐敦谷3座及16天台）
- 佐敦谷幼稚園/晶晶幼稚園/潔心幼稚園（佐敦谷6座天台）（潔心幼稚園於1990年在彩霞邨重置）
- 信恩學校（佐敦谷7座地下）
- 深培學校/華惠幼稚園（佐敦谷8座天台)
- 庇護十二世學校（分校，佐敦谷8座地下，正校在復華村)
- 天恩學校（佐敦谷9座天台）
- 牧群學校（佐敦谷10座天台）
- 念慈小學（佐敦谷11及13座地下）
- 佐敦谷學校（佐敦谷13及15座天台）
- 多加小學（佐敦谷14座天台）

## 屋邨資料

### 樓宇名稱
| 樓宇座號 | 原座號 | 樓宇類型          | 落成年份 | 改建年份   | 改建前安置屋邨  | 拆卸年份 | 拆卸後原地皮現在用途                    | 安置屋邨               |
| -------- | ------ | ----------------- | -------- | ---------- | --------------- | -------- | --------------------------------------- | ---------------------- |
| 第1座    | A      | 第一型            | 1960年   | （不適用） | （不適用）      | 1990年   | 佐敦谷游泳池                            | 彩霞邨                 |
| 第2座    | C      | 第一型            | 1960年   | （不適用） | （不適用）      | 1990年   | 佐敦谷游泳池                            | 彩霞邨                 |
| 第3座*   | G      | 改建第一型        | 1960年   | 1983年     | 順天邨 樂華南邨 | 1996年   | 佐敦谷遊樂場 南面部分、籃球場           | 秀茂坪邨 秀康樓 秀樂樓 |
| 第4座    | H      | 第一型 (獨立廚廁) | 1960年   | （不適用） | （不適用）      | 1996年   | 佐敦谷遊樂場 南面部分、籃球場           | 秀茂坪邨 秀康樓 秀樂樓 |
| 第5座    | J      | 第一型 (獨立廚廁) | 1960年   | （不適用） | （不適用）      | 1996年   | 佐敦谷遊樂場 南面部分、籃球場           | 秀茂坪邨 秀康樓 秀樂樓 |
| 第6座    | D      | 第一型            | 1960年   | （不適用） | （不適用）      | 1991年   | 佐敦谷游泳池                            | 彩霞邨                 |
| 第7座    | E      | 第一型            | 1960年   | （不適用） | （不適用）      | 1991年   | 佐敦谷游泳池                            | 彩霞邨                 |
| 第8座    | B      | 第一型            | 1960年   | （不適用） | （不適用）      | 1991年   | 佐敦谷游泳池                            | 彩霞邨                 |
| 第9座*   | F      | 改建第一型        | 1960年   | 1983年     | 順天邨 樂華南邨 | 1991年   | 佐敦谷遊樂場步行道                      | 彩霞邨                 |
| 第10座*  | O      | 改建第一型        | 1960年   | 1983年     | 順天邨 樂華南邨 | 1991年   | 佐敦谷遊樂場門球場                      | 彩霞邨                 |
| 第11座   | P      | 第一型            | 1960年   | （不適用） | （不適用）      | 1991年   | 佐敦谷遊樂場網球場                      | 彩霞邨                 |
| 第12座   | N      | 第一型            | 1960年   | （不適用） | （不適用）      | 1991年   | 佐敦谷遊樂場網球場                      | 彩霞邨                 |
| 第13座   | Q      | 第一型            | 1960年   | （不適用） | （不適用）      | 1991年   | 佐敦谷北道的士站、 佐敦谷遊樂場通道路面 | 彩霞邨                 |
| 第14座   | M      | 第一型            | 1960年   | （不適用） | （不適用）      | 1991年   | 佐敦谷北道的士站、 佐敦谷遊樂場通道路面 | 彩霞邨                 |
| 第15座   | L      | 第一型            | 1960年   | （不適用） | （不適用）      | 1991年   | 佐敦谷北道的士站、 佐敦谷遊樂場通道路面 | 彩霞邨                 |
| 第16座   | K      | 第一型            | 1960年   | （不適用） | （不適用）      | 1991年   | 佐敦谷北道的士站、 佐敦谷遊樂場通道路面 | 彩霞邨                 |

- *代表清拆前，大層所有單位已經改建成獨立廚廁。

粗體表示該樓宇牽涉26座問題公屋醜聞，其混凝土強度未達高層單位20.7MPa或低層單位31MPa的標準，相關樓宇已納入整體重建計劃下重建

## 另見
- 佐敦谷工廠大廈
- 佐敦谷渠

1. ↑  大公報. . 1952-02-18.